# Masanori Hino
Pour les articles homonymes, voir Hino (homonymie).
Masanori Hino (né en 1971) est un mathématicien japonais spécialisé dans la théorie des probabilités et le calcul.

## Formation et carrière
Masanori Hino a obtenu son doctorat en 1998 d'Ichiro Shigekawa à l'université de Kyoto (avec une thèse intitulée « Spectral properties of Laplacians on an abstract Wiener space with a weighted Wiener measure », Propriétés spectrales des Laplaciens sur un espace de Wiener abstrait avec une mesure de Wiener pondérée) . Il est professeur à l'Université de Kyoto.
Il s'occupe entre autres de l'analyse stochastique et de la géométrie (fractales).

## Prix et distinctions
Hino a reçu en 2016 le prix Senior Berwick avec Keisuke Hara pour un travail commun sur la preuve d'une inégalité néoclassique de Terence Lyons.
En 2011, il a reçu le Prix d'Analyse de la Société mathématique du Japon.

## Publications (sélection)
- Martingale dimensions for fractals, Ann. Probab., vol 36, 2008, p. 971–991. Arxiv
- avec Jose A. Ramírez, Small-time Gaussian behavior of symmetric diffusion semigroups, Ann. Probab., vol 31, 2003, p. 1254–1295.
- On singularity of energy measures on self-similar sets, Probab. Theory Related Fields, vol 132, 2005, S. 265–290, Teil 2 mit Kenji Nakahara, Bull. London Math. Soc., Band 38, 2006, p. 1019–1032.
- Energy measures and indices of Dirichlet forms, with applications to derivatives on some fractals, Proc. London Math. Soc., vol 100, 2010, p. 269–302. Arxiv
- Dirichlet spaces on H-convex sets in Wiener space, Bull. Sci. Math., vol 135 2011, p. 667–683. Arxiv
- Upper estimate of martingale dimension for self-similar fractals, Prob. Theory and Related Fields, vol 156, 2013, p. 739–793, Arxiv
- Measurable Riemannian structures associated with strong local Dirichlet forms, Math. Nachr., vol 286, 2013, p. 1466–1478, Arxiv
- Indices of Dirichlet forms, Sugaku Expositions, vol 30, 2017, p. 187–205